# エリア1020
「エリア1020」（エリアイチゼロニーゼロ）は、怒髪天のデジタルシングル。2024年10月30日にテイチクエンタテイメントからリリースされた。

## 概要
読売テレビ・日本テレビ系『ディスカバリー・エンターテインメント 秘密のケンミンSHOW 極』エンディングテーマ。
2024年10月16日に発表され、20日に開催されたライブ「ジャンピング乾杯ツアー2024特別編 ～Gの一番長い日～」にて初披露、30日にリリースされた。ベース担当の清水泰次が脱退した3人体制の怒髪天では初のシングル。
ミュージック・ビデオの監督は、『more-AA-janaica』などのCDジャケットのデザインを担当しているアート・ディレクター、デザイナーの木村豊が担当している。また、2025年5月14日より、本作を提げたライブツアー『エリア1020 TOUR』が開催。

## 収録曲
1. エリア1020
  - 作詞：増子直純 / 作曲：上原子友康 / 編曲：怒髪天